# Івченко Михайло Євдокимович
Миха́йло Євдоки́мович І́вченко (нар. 28 липня (9 серпня) 1890, Никонівка, Прилуцький повіт, Полтавська губернія, Російська імперія — 16 жовтня 1939, Орджонікідзе, Північна Осетія, РРФСР, СРСР) — український письменник, перекладач.

## Життєпис
Народився в с. Никонівка Прилуцького повіту (в часи Гетьманщини Друговарвинська сотня, нині Срібнянський район Чернігівської області) в сім'ї станового малоросійського козака. Про свій родовід письменник згодом напише  у спогадах так, щоб захиститися від нападок відносно свого шляхетського походження: «Батьки мої походять із козаків, із тих недобитків давньої гетьманщини, що по всіх змаганнях тихо посіли собі сотнями на землі хліборобствувати». І, немов віщуючи майбутні звинувачення, відповість своїм запопадливим опонентам: «Деякі спритні критики з цього дрібного факту хотіли б зразу залучити мене до куркулів. Але мені доведеться їх прикро розчарувати. В батька мого було 9 десятин землі на 9 душ родини. Отже, як не мудруй, а далі звичайнісінького середняка не дістанешся».
Закінчив церковнопарафіяльну, потім учительську школу. За розповсюдження нелегальної літератури потрапив під нагляд поліції. 1907 року виїхав на Кавказ. У Ставрополі-Кавказькому працював у редакції місцевої газети, у статистичному бюро. Тут розпочав літературну діяльність, надрукувавши новелу «Їх було троє» в газеті «Кубанський край» (1910). Згодом переїхав в Україну, екстерном закінчив Московську землеробську школу, після чого вступив на службу в Полтавське земство.
Учасник Першої світової війни.
На початку 1920-х, після окупації України російськими військами, редагував сільськогосподарські журнали в Харкові та Києві. Входив до літературних об'єднань «Музагет», Аспис, був помітним учасником літературних дискусій. Та після 1925 року відійшов від активного громадського життя і зосередився на творчій роботі.
Окремими виданнями вийшли збірки оповідань та повістей в добу УНР «Шуми весняні» (1919), в часи окупації «Імлистою рікою» (1926), «Порваною дорогою» (1926), «Землі дзвонять» (1928), роман «Робітні сили» (1929). У журналах опубліковані п'єса «Повідь» та повість «У сонячнім колі» (1929).

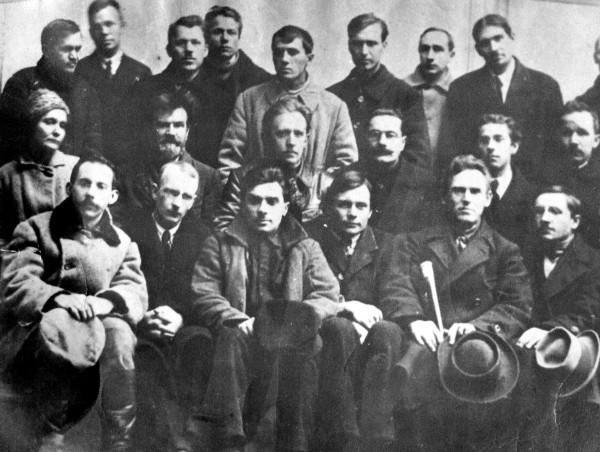
Зустріч харківських і київських митців. Київ, 1923 р. Зліва направо, перший ряд: Максим Рильський, Юрій Меженко, Микола Хвильовий, Майк Йогансен, Григорій Михайлов, Михайло Вериківський. Другий ряд: Наталя Романович, Михайло Могилянський, Василь Еллан-Блакитний, Сергій Пилипенко, Павло Тичина, Павло Филипович. У третьому ряду стоять: Дмитро Загул, Микола Зеров, Михайло Драй-Хмара, Григорій Косинка, Володимир Сосюра, Тодось Осьмачка, Володимир Коряк, Михайло Івченко

Лірик-імпресіоніст за своїм творчим спрямуванням, Михайло Івченко зосереджувався в основному на проблемі взаємин людини і природи, пошуку гармонії людської душі і навколишнього світу.
|                             | Бувають такі особливі письменники. Коли навколо шумує літературна повінь, вибиваються нові струмки, вирують суперечні течії, їх творчість тече зовсім окремою, спокійною, наче-б то й чужою, байдужою до всього, що навколо робиться, річкою. |
| — Фелікс Якубовський, 1926. | |

У вересні 1929 письменника заарештовано. В архіві Михайла Івченка збереглися нотатки дружини, теж письменниці, Людмили Коваленко-Івченко: 
| «Прийшли з трусом по 12 год. 14/IX, а пішли, забравши М. Є., о 4 годині ранку 15/ІХ. Сидів у бупрі на Лук'янівці… 17/ІХ мала з ним перше побачення… 30/ХІ мала друге побачення, й того ж таки вечора його перевезено до Харкова… 18/ХІІ вперше прокурор Крайній сказав мені, що його звинувачують за участь в контрреволюційній організації Союз визволення України… 21/11 вручили акт звинувачення, за яким М. Є. інкримінується стаття 54…» |
Михайло Івченко в громаді 45 науковців, педагогів, священнослужителів, письменників потрапив до числа підсудних по сфальсифікованому процесу СВУ, що відбувся в Харкові з 9 березня по 19 квітня 1930. Під психологічним тиском на попередньому слідстві письменник «зізнався»: «Я виражав антирадянські ідеї, і в деяких творах є в мене націоналістичні моменти й ідеї». Погодився також із висновком суду, що літературну діяльність він використав як «трибуну для проведення антирадянської агітації, зокрема для запровадження ідей СВУ».
Та навіть за таких умов у вироку суду в справі Спілки визволення України було зазначено: «Вважати присуд Івченкові за умовний». Його в числі дев'яти підсудних було звільнено з-під варти, встановивши іспитовий термін у три роки.
Але, переживши сильну психологічну депресію, письменник довго не міг повернутися до творчості. Та й узявшись за перо, нічого не зміг опублікувати з написаного. В його архіві залишилися рукописи оповідань, повісті, кіносценарію, роману, спогадів, подорожніх нотаток. А ще — переклади. Зокрема, улюбленого Рабіндраната Тагора, з яким листувався в середині 20-х років. Переклав роман Джона Ерскіна «Хатнє життя Гелени Троянської» (The Private Life of Helen of Troy), п'єсу Бернарда Шоу «Лікарева Дилема» (у 5-му томі творів письменника).
1934 року після розстрілу Г. Косинки, Д. Фальківського, О. Влизька, К. Буревія, після арешту Є. Плужника, М. Куліша, В. Підмогильного, В. Поліщука й інших письменників, Михайло Івченко під приводом лікування виїхав до Москви, а звідти — на Кавказ. Працював у Владикавказі агрономом-економістом на селекційній станції, а з березня 1939 року — викладачем англійської мови в сільськогосподарському інституті. Влітку того ж року інкогніто приїздив в Україну, побував у рідних на Чернігівщині, провідав сім'ю у Києві.
19 жовтня 1939 року його брат Філарет, який жив із матір'ю у Никонівці на Чернігівщині, одержав телеграму про раптову смерть Михайла Івченка від сибірки.
Михайло Івченко реабілітований посмертно.

## Вшанування пам'яті
У Києві існує провулок Михайла Івченка.

## Творчість
- Івченко М. Горіли степи : оповідання / М. Івченко. — Харків : Шлях освіти, 1923. — 41 с. — (Бібліотека селянина. Серія красного письменства / за ред. С. Пилипенка ; № 8). [Архівовано 19 вересня 2020 у Wayback Machine.]
- Івченко М. Наступ (оповідання), 1923.
- Івченко М. Порваною дорогою : оповідання / М. Івченко. — Київ : Маса, 1926. — 95, 1 с. [Архівовано 19 вересня 2020 у Wayback Machine.]
- Івченко М. Робітні сили : роман / М. Івченко. — Київ : Книгоспілка, 1929. — 228, 4 с. [Архівовано 19 вересня 2020 у Wayback Machine.]
- Івченко Михайло Євдокимович // Шевченківська енциклопедія: У 6-ти т. — Т.3: І—Л : у 6 т. / Гол. ред. М. Г. Жулинський. — Київ : Ін-т літератури ім. Т. Г. Шевченка НАН України, 2013. — С. 64.